# Edonkey plus
El edonkey plus es un programas de intercambio de ficheros bajo licencia GPL creado por el programador dj leoli.
Permite la trasmisión de ficheros a través de las redes eDonkey2000 y la Kadmelia. También es multiplataforma, se encuentra disponible para Linux, Windows y Mac.
Fue desarrollado a partir del código fuente del extreme mod emule
Se encuentra en fase de prueba beta habiendo sido liberada la versión 0.01b beta 4